# 宿州赛珍珠故居
宿州赛珍珠故居是美国作家赛珍珠（Pearl S. Buck）在中国安徽宿州的故居。共有三处，分别位于宿州大河南街的福音堂（现为宿州基督教会）、宿州市立医院和宿州南关，已遭严重毁坏。

## 历史
1917年5月，赛珍珠于与任教于金陵大学的农业经济学家卜凯（John Lossing Buck）结婚，婚后定居宿州。
在宿州生活的五年时间里，她对中国农村的社会有了深入了解，在此期间的生活经历成为后来闻名世界的《大地》的素材。她以宿州黄庄农民王龙为原型，写就名作《大地》。1938年，赛珍珠凭此著作荣获诺贝尔文学奖。赛珍珠在她的《自传》里曾这样描述她在宿州的生活：“在南宿州（今安徽宿州，因靠近苏北重镇徐州，又称南徐州）居住的时间越长，我就越了解那些住在城外村庄里的穷苦农民，而不是那些富人。穷人们承受着生活的重压，钱挣得最少，活干得最多。他们活得最真实，最接近土地，最接近生和死，最接近欢笑和泪水。走访农家成了我自己寻找生活真实的途径。在农民当中，我找到了人类最纯真的感情。”
1921年底她的母亲去世后，全家迁到南京，赛珍珠则在金陵大学教授英语文学。